# Castejón, Cuenca
Castejón là một đô thị trong tỉnh Cuenca, cộng đồng tự trị Castile-La Mancha Tây Ban Nha. Đô thị này có diện tích là 232,3 ki-lô-mét vuông, dân số năm 2013 là 151 người với mật độ 43,62người/km². Đô thị này có cự ly 60 km so với tỉnh lỵ Cuenca.